# Plagiochila spinulosa
Plagiochila spinulosa là một loài rêu tản trong họ Plagiochilaceae. Loài này được (Dicks.) Dumort. miêu tả khoa học lần đầu tiên năm 1835.